# La det swinge
"La det swinge" är en sång skriven av Rolf Løvland och framförd av den norska flickduon Bobbysocks, med Elisabeth Andreassen och Hanne Krogh. Låten vann Norsk Melodi Grand Prix 1985 och Eurovision Song Contest samma år för Norge. Låten har en saxofonmelodi som sätter igång refrängen. Låten handlar, med text på norska, om att dansa till gamla melodier som spelas via radiosändningar.
Bobbysocks framförde låten i pausen samband med svenska Melodifestivalen 2010.

## Singeln

### Låtlista
1. Let It Swing - 2:50
2. La det swinge - 2:50

### Listplaceringar
| Lista (1985)   | Topplacering |
| -------------- | ------------ |
| Nederländerna  | 9            |
| Norge          | 1            |
| Schweiz        | 30           |
| Storbritannien | 44           |
| Sverige        | 4            |
| Österrike      | 14           |

## Andra versioner
- Låten spelades även in i engelskspråkig version av Bobbysocks, som Let It Swing med text av Alix Zandra.
- Ingela "Pling" Forsman skrev en text på svenska som heter "Låt det svänga", som spelades in av bland annat Stefan Borsch [6], Ingmar Nordströms och Jan Welander [7], alla 1985. 2010 tolkade det svenska dansbandet Wahlströms låten med tenna text på albumet Vårt älskade 80-tal [8].
- Den svenska hårdrocksgruppen "Black Ingvars" spelade in en cover på sången på sitt album "Schlager Metal" från 1998 [9].